# Долгоруков, Яков Фёдорович
Князь Я́ков Фёдорович Долгору́ков (24.07.1639 — 20 июня 1720) — наместник, воевода, боярин, генерал-комиссар, генерал-кригскомиссар, генерал-пленипотенциар-кригс-комиссар.
Рюрикович в XXIV колене, из княжеского рода Долгоруковых. Старший сын окольничего князя Фёдора Фёдоровича Долгорукова. Имел братьев: князей Луку, Бориса и Григория Фёдоровичей.

## Биография
Получил очень хорошее для своего времени образование, под руководством наставника из поляков, и свободно владел латинским языком.
Стряпчий, в том же году пожалован в стольники (1671). На свадьбе царя Алексея Михайловича с Натальей Кирилловной Нарышкиной был в числе поезжан (22 января 1671). Сопровождал Государя при поездках из Москвы (1671—1675). Нёс гроб с телом царя Алексея Михайловича из дворца к церкви Михаила Архангела (30 января 1676). Указано ему быть воеводой в Казанском разряде и собираться с ратными людьми в Симбирске (17 октября 1680), тоже с ратными людьми Новгородского разряда в Путивле (26 ноября 1680), пожалован титулом Сибирский наместник. Воевода в Симбирске (апрель 1681-июль 1682).
В 1682 году, во время стрелецкого бунта, он открыто принял сторону царевича Петра Алексеевича, который сделал его своим комнатным стольником. Сопровождал Петра I в Троице-Сергиев монастырь (1683). Государи указали за вину написать его с городом по Звенигороду, а поместья и вотчины отписать на Государей (11 февраля 1686).
Царевна Софья, опасаясь его влияния на брата, назначила (27 февраля 1687) и отправила послом во Францию и Испанию, просить эти государства о помощи в предстоявшей войне с Османской империей. Посольство во Францию прибыло в Сен-Дени (17 июля 1687), Париж (31 августа 1687), но не имело успеха и он отправился в Мадрид, куда прибыл (26 ноября 1687), где успеха тоже не имел, возвратился в Москву (15 мая 1688).
Участвовал во втором Крымском походе, за что пожалован золочёным кубком, золотым кафтаном на соболях,100 рублей придачи к окладу и 3500 ефимок на вотчины (27 июня 1689). В разгар распри Петра I с Софьей, одним из первых явился к Петру I в Троице-Сергиеву лавру, за что, по низвержении Софьи (08 августа 1698), назначен судьёй Московского приказа (14 октября 1689-январь 1694).
Участник обоих Азовских походов (1695 и 1696). Назначен начальником Белгородского приказа (05 ноября 1696). Указано писать его ближним стольником с вичем к отчеству (02 марта 1697). Пожалован в бояре (20 июля 1697). Уезжая за границу (1697), Пётр I возложил на Долгорукова охрану южной границы и наблюдение за Малороссией. В третьем Азовском походе, командовал Белгородским полком (1697—1699).
Указом Петра I от 18 (28) февраля 1700 года Иноземский и Рейтарский приказы были объединены в «особый приказ» боярина Якова Фёдоровича Долгорукова, при этом предписывалось «писать его боярина во всяких письмах, которые о полковых делах, генерал-комиссаром». Этот приказ был переименован в приказ Военных дел(1701).

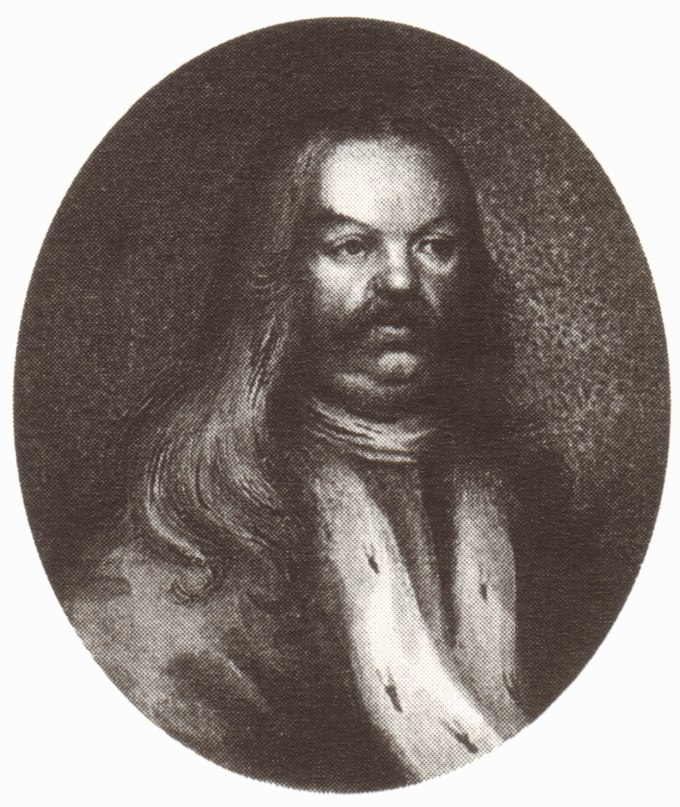
Портрет Я. Долгорукого, написанный Элиасом Бреннером во время шведского плена

При осаде Нарвы 1-й посол главноначальствовавшего герцога Круа (1700), в битве под Нарвой, в результате измены взят в плен, отвезён в Стокгольм, и более десяти лет томился в неволе, где был ответственным за получение и распределения денег среди русских пленных. Занимая деньги на свое имя, помогал нуждавшимся. В ожидании возможного размена на фельдмаршала Реншильда направлен в Якобштадт (1711). Размен задерживался, и Долгоруков отправлен в Умео на шхуне, где на 44 русских пленных приходилось только 20 шведов. Вместе с товарищами обезоружил шведов и за две недели плавания добрался до Ревеля, находившeгося тогда уже во власти русских войск (июль 1711)
В указе Петра I от 15 (26) октября 1707 года именовался уже генерал-кригскомиссаром, а в указе от 18 (29) августа 1711 года — генерал-пленипотенциар-кригс-комиссаром (1711—1716).
Пётр I назначил князя Якова Фёдоровича сенатором. В течение своего плена в Швеции он имел возможность близко ознакомиться с шведскими порядками и государственным строем и потому стал весьма полезным советником, особенно при устройстве коллегиального управления.
Председатель в Ревизион-коллегии (1717). Здесь проявил себя строгим и неподкупным контролёром доходов и расходов казны, неизменно руководствуясь правилом, высказанным при решении одного дела в Сенате: «Царю правда лучший слуга. Служить — так не картавить; картавить — так не служить». Им было раскрыто казнокрадство со стороны столь близких к царю лиц, как А. Д. Меншиков и Ф. М. Апраксин
Пожалован поместьями в Юрьево-Польском уезде (27 февраля 1712).
В 1720 у князя Якова Фёдоровича открылась водяная болезнь, обнаружившаяся опухолью груди. Невзирая на все старания врачей, он скончался 20 июня 1720 г. Погребён (23 июня 1720) в Александро-Невской лавре, тело его сопровождал сам император Пётр I и императрица Екатерина I Алексеевна.

## Семья
Женат дважды:
1. Ульяна Фёдоровна урождённая Наумова — дочь Фёдора Андреевича Наумова, упомянута ещё девицей (1673). Их дочь княжна Анна Яковлевна (1682—1746), замужем за Алексеем Петровичем Шереметевым. Погребена в московском Богоявленском монастыре.
2. Арина (Ирина) Михайловна урождённая княжна Черкасская († 1720) — женаты (с 1712), старшая дочь князя М. Я. Черкасского и сестра канцлера князя Алексея Черкасского. Дневала при гробе царевны Татьяны Михайловны (19 сентября 1706). Умерла ранее Якова Фёдоровича, так как её имения переданы мужу. Их дочь княжна Екатерина, крестница императрицы Екатерины I, умерла в детстве, в возрасте 4 лет.

## Историографическиелегенды
Имя князя Якова Фёдоровича Долгорукова перешло в потомство и сделалось популярным благодаря устным преданиям, свидетельствующим о его прямодушии и неподкупности.

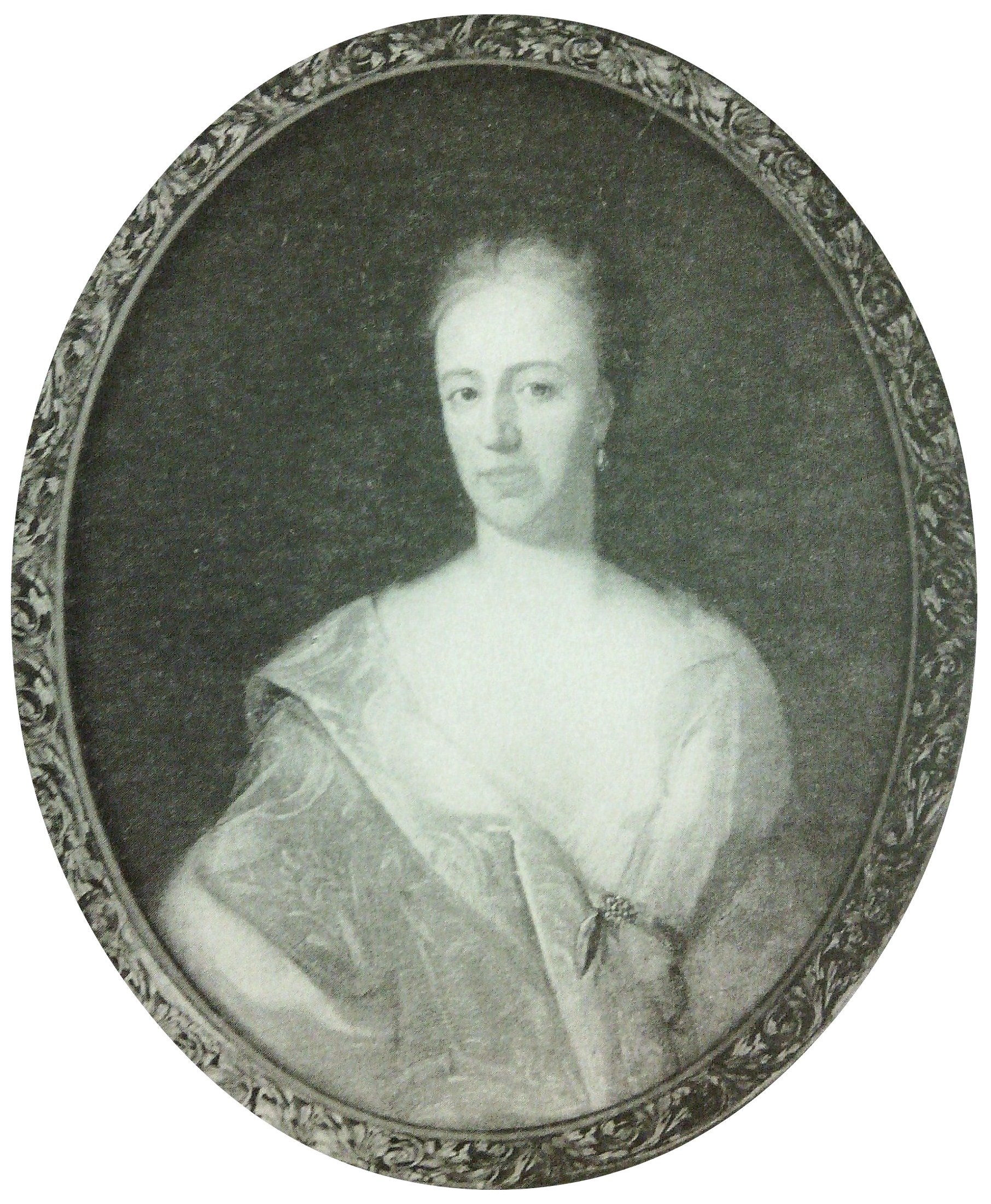
Ирина Долгорукова, 2-я жена

П. К. Щебальский рассказывает, как «в Петербурге оказался однажды недостаток в муке, и городу угрожал голод, в Сенате состоялся по этому случаю указ — собрать по четверику ржи с крестьян ближайших к Петербургу местностей, и указ этот был одобрен царём. Долгорукий не присутствовал в Сенате в этот день, а когда ему предложили подписать протокол, он запечатал его и тем приостановил его исполнение. Съехались сенаторы, прибыл царь и узнают, что Яков Фёдорович запечатал одобренный сенатом и царем указ. Шлют за ним… находят его в церкви, требуют в Сенат… Три раза царь посылал за ним, но он явился в сенат только после окончания литургии. Царь, говорят, бросился на него с поднятой рукой, но Долгорукий спокойно… сказал: „Вот грудь моя“. Затем он объяснил, что, не обременяя поборами разоренных уже крестьян, можно до прибытия транспортов с хлебом позаимствовать из богатых житниц Меншикова и других вельмож, не исключая и его самого. Выслушав это, царь обнял его и исполнил по его совету».
Долгорукий часто спорил с Петром I и однажды во время такого спора царь схватился за кортик, но Долгорукий остановил его руку и сказал: «Постой, государь! Честь твоя дороже мне моей жизни. Если тебе голова моя нужна, то не действуй руками, а вели палачу отсечь мне голову на площади; тогда ещё подумают, что я казнён за какое-нибудь важное преступление; судить же меня с тобой будет один Бог».
По преданию, во время последней болезни Долгорукова царь лично прописывал ему рецепты.

## Критика

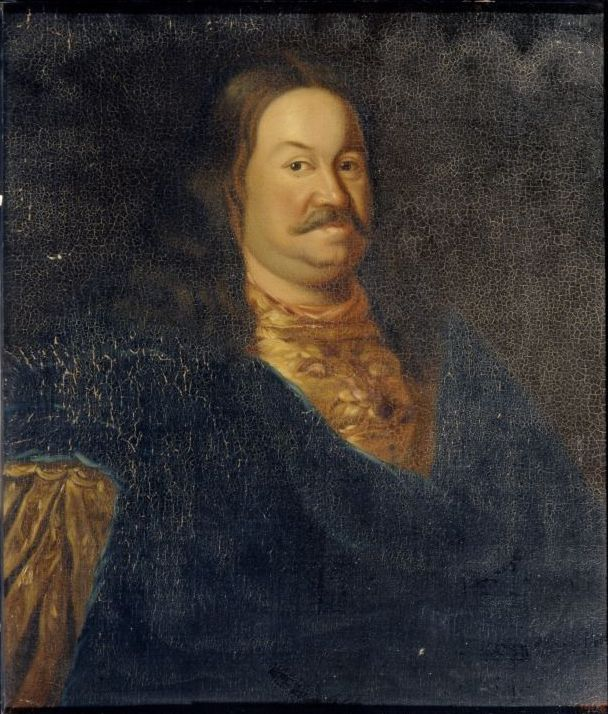
Портрет кон. XVII в.

Год рождения князя Якова Фёдоровича (1639) не внушает особого доверия, так как он принадлежал к знаменитой фамилии и имел влиятельных родителей и родственников, а звание стряпчего и стольника имел в 32 года (1671), что противоречит признанной практике.
В «Российской родословной книге» П. В. Долгорукова, его 1-я жена Ульяна, названа Ивановной, а не Фёдоровной, что ошибочно.
Очевидец похорон упоминает, что он умер в 64 года, это неверно. Имеются расхождения дня смерти († 24 июня 1720), что неверно, причём считают, что он похоронен на Васильевском острове, в ограде при Андреевской церкви, что опровергается крепостным журналом. Князь П. В. Долгоруков думал, что Яков Фёдорович похоронен в Александро-Невской лавре, что подтверждается донесением Девьера — князю Меньшикову: «….князь Яков Фёдорович, сего месяца, 20 числа представился, и похоронили в Невском монастыре с изрядной церемонией, и во время выноса его и была пальбы из города из пушек и при том провожании изволили быть их Величества» (30 июня 1720).

## Отображение в литературе
Гражданские доблести Я. Ф. Долгорукого были широко популяризированы в «Деяниях Петра Великого» И. И. Голикова, в «Вельможе» Державина, в оде «Гражданское мужество» Рылеева, в "Послании к Н. С. Мордвинову и в «Стансах» Пушкина.

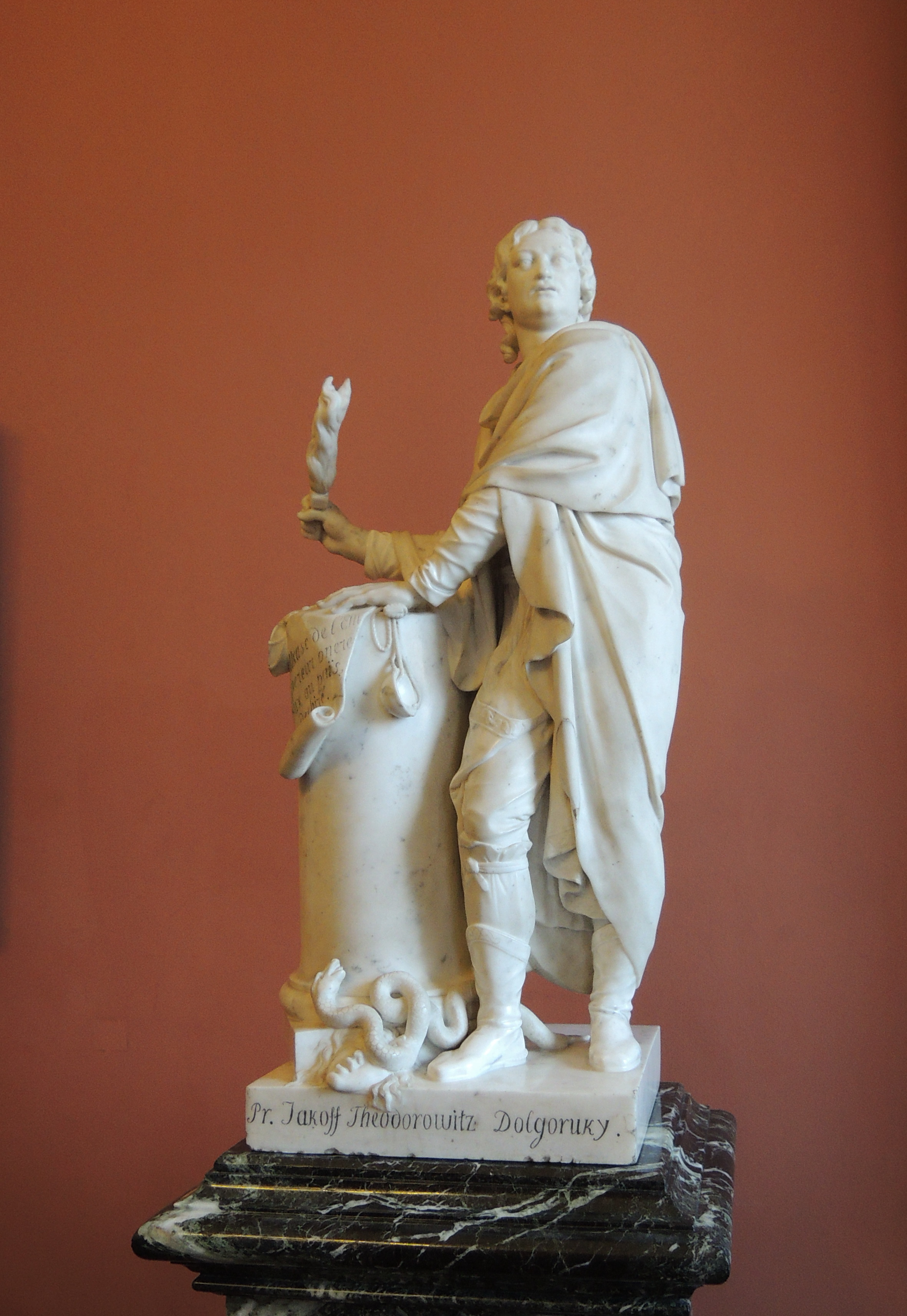
М. Козловский. Князь Долгорукий, разрывающий царский указ (1797).
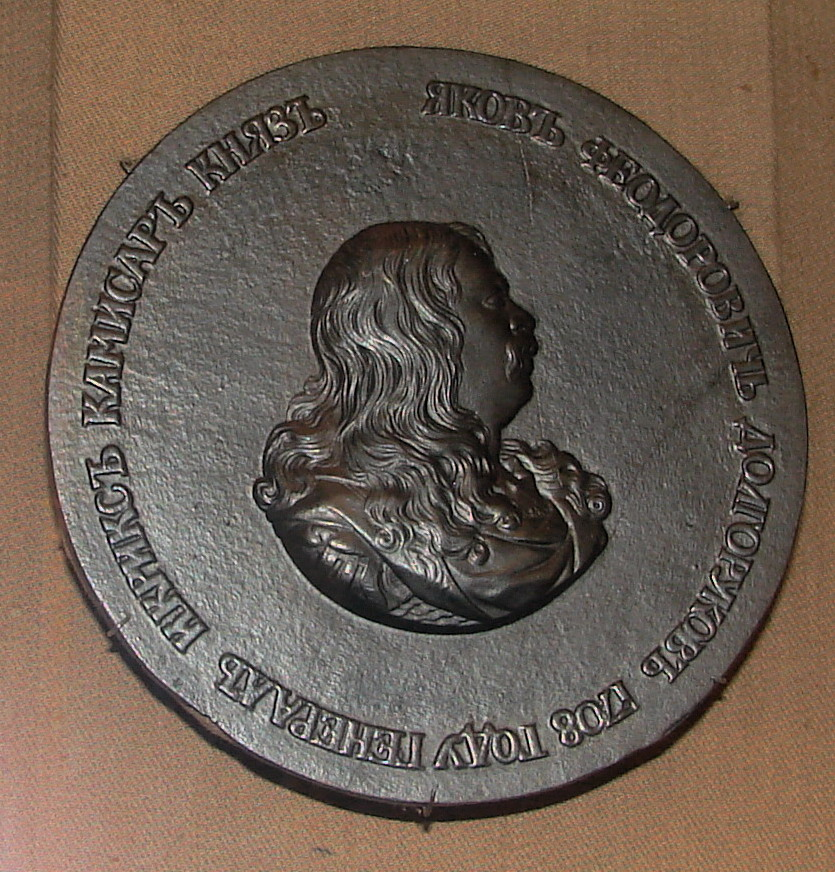
Медаль с изображением Я. Ф. Долгорукова (XIX век)
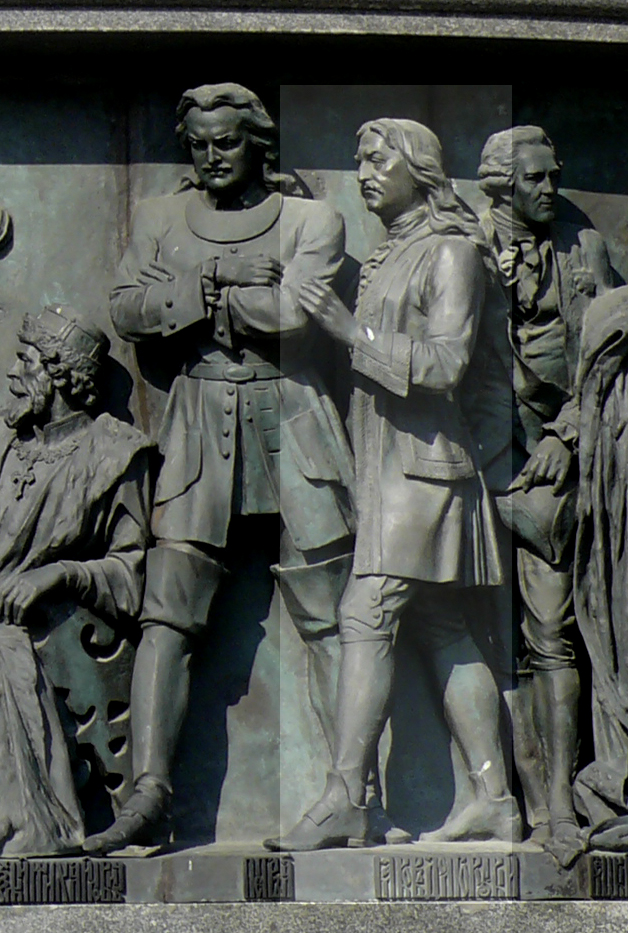
Я. Ф. Долгоруков на Памятнике «1000-летие России»